# Eleanor Powell
Pour les articles homonymes, voir Powell.
Eleanor Powell est une danseuse et actrice américaine, née à Springfield (Massachusetts) le 21 novembre 1912 et morte d'un cancer ovarien à Beverly Hills (Californie) le 11 février 1982. Elle épouse l'acteur Glenn Ford en 1943. Elle est inhumée au  Hollywood Forever Cemetery à Los Angeles (Foyer Niche 432, Tier 3).

## Biographie

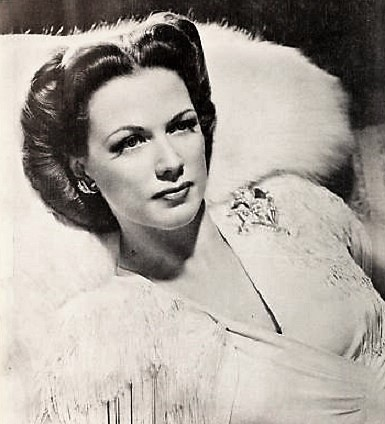
Eleanor Powell en novembre 1941.

Elle apprend la danse classique à six ans puis se met aux claquettes en 1928. Peu après elle débute sur scène à Broadway dans des comédies musicales. En 1930 un premier film à Hollywood comme figurante reste sans lendemain. En 1935 elle repart pour Hollywood et commence une carrière d'actrice et danseuse reconnue. À l'instar de Ginger Rogers ou de Ann Miller, elle reste comme une des plus grandes danseuses de claquettes des comédies musicales américaines.  Quelque peu oubliée après les années 1950, elle revint sur le devant de la scène grâce à la trilogie That's Entertainment! (1974-1976-1994) consacrée aux comédies musicales de la Metro-Goldwin-Mayer où elle apparait dans de nombreux clips. Elle fut l'une des partenaires préférées de Fred Astaire (Elle dansa avec lui sur la chanson de Cole Porter "Begin the Beguine", une prestation considérée par beaucoup comme l'un des plus extraordinaires numéros de claquettes de l'histoire du cinéma).

## Filmographie
- 1930 : Queen High de Fred C. Newmeyer
- 1935 : George White's 1935 Scandals de George White
- 1935 : La Naissance d'une étoile (Broadway Melody of 1936) de Roy Del Ruth
- 1936 : L'Amiral mène la danse (Born to Dance) de Roy Del Ruth
- 1937 : Le Règne de la joie (Broadway Melody of 1938) de Roy Del Ruth
- 1937 : Rosalie de W. S. Van Dyke
- 1939 : Honolulu de Edward Buzzell
- 1940 : Broadway qui danse (Broadway Melody of 1940) de Norman Taurog
- 1941 : Lady Be Good de Norman Z. McLeod
- 1942 : Croisière mouvementée (Ship Ahoy) de Edward Buzzell
- 1943 : Mademoiselle ma femme (I Dood It) de Vincente Minnelli
- 1943 : Parade aux étoiles (Thousands Cheer) de George Sidney
- 1944 : Sensations of 1945 de Andrew L. Stone
- 1950 : Jamais deux sans toi (Duchess of Idaho) de Robert Z. Leonard